# Shōto Todoroki
Shoto Todoroki (轟焦凍 Todoroki Shōto?) es un personaje ficticio del manga My Hero Academia, creado por Kōhei Horikoshi. Shoto también aparece en la adaptación anime del manga y en las películas My Hero Academia: Two Heroes (2018) y My Hero Academia: Heroes Rising (2019). Es un estudiante de la Academia U.A., donde ingresó por recomendación para convertirse en un héroe profesional. Es el hijo menor de Enji Todoroki, conocido por su nombre como héroe, Endeavor y uno de los principales protagonistas de la serie.

## Personaje

### Apariencia
Shoto es un chico de estatura media y tiene el pelo corto dividido en dos secciones: blanco en el lado derecho y rojo en el izquierdo. Padece de heterocromía, de hecho tiene un iris izquierdo azul mientras que el derecho es gris. Tiene una cicatriz  alrededor de su ojo izquierdo, provocada por la quemadura infligida por su madre al tirarle el contenido de una tetera hirviendo. Los continúos abusos de su padre sobre su madre hicieron inestable su salud mental. Durante una crisis nerviosa, al ver en su hijo la parte heredada de su padre, lo atacó.
En su primer traje de héroe, vestía una camisa blanca lisa, pantalones y botas a juego, y una camisa de combate dorada. Además, una gran capa de hielo cubría el lado izquierdo de su cuerpo. En su segundo traje, usa una chaqueta azul oscuro, pantalones a juego, una camisa de combate plateada y botas blancas. También lleva un cinturón plateado con cápsulas adjuntas.

### Personalidad
Shoto tiene un carácter frío y distante, que se deriva de la dura educación que le dio su padre. Acostumbrado a luchar desde una edad temprana, logra mantener la calma y la compostura mientras lucha contra villanos reales y durante las peleas. Aunque es bastante brutal, demuestra estar firmemente plantado en la ética del heroísmo, sólo deseando someter a sus enemigos sin querer matarlos. Después de los eventos del Festival Deportivo de U.A., Shoto sigue manteniendo su comportamiento, aunque lentamente se está volviendo cada vez más sociable, sonriendo de vez en cuando y comenzando a hacer algunas bromas de vez en cuando.
Shoto tiene un odio profundo hacia su poder de fuego, ya que, a sus ojos, simboliza la crueldad de su padre hacia él y su madre, y también el motivo de su nacimiento, que es convertirse en una herramienta para superar a All Might, un destino que el chico odia. Debido a esto, Shoto ha decidido confiar únicamente en su poder de hielo (heredado de su madre) y nunca usar su fuego en combate (heredado de su padre), incluso cubriendo el lado izquierdo de su cuerpo con hielo en su primer traje de héroe para simbolizar la rebelión contra su padre y su propio destino.
Durante la batalla con Izuku en el Festival Deportivo, el discurso de Izuku revive las palabras de su madre en él y por primera vez Shoto usa fuego en un combate. Después de la pelea, Shoto tiene sentimientos encontrados sobre el uso de su lado izquierdo, sin embargo, después de reconciliarse con su madre, Shoto ha llegado a aceptar el poder del fuego, reconociéndolo como propio y no heredado de su padre, y ahora lo usa en batallas sin dudarlo.

## Historia
Al ser el último de los cuatro hijos de Enji y Rei Todoroki, Shoto nació con una combinación perfecta de dones en la que el lado izquierdo de su cuerpo tiene el don de manipulación de fuego de su padre y el lado derecho, el poder de manipulación del hielo de su madre. Esto fue parte de un proyecto de Enji Todoroki quien guiado por su envidia hacia All Might por su gran popularidad, arregló un matrimonio con su madre Rei, con fines eugenesicos de dones para tener un heredero que se ajuste a su objetivo de superar a su rival. Su pesadilla comienza desde los cinco años cuando su padre lo somete a un entrenamiento muy duro para un niño de su edad, algo con lo que su madre no está a favor y en respuesta, Enji la maltrata cruelmente provocándole daños psicológicos que traerían consecuencias desastrosas años más tarde. Su odio hacia su padre se intensificó a raíz no sólo de prohibirle interactuar con sus otros hermanos, Natsuo y Fuyumi, para quienes a ojos de su padre eran un fracaso, refiriéndose a ellos como objetos, sino cuando un día, mientras que su madre hablaba por teléfono con sus familiares para contarles su situación y el cómo esto la había afectado mentalmente, Shoto entró a la cocina, y su madre al ver el lado de su cara que le recordaba a su marido, entró en una fuerte crisis nerviosa enloqueciendo. Posteriormente, agarró una tetera con agua hirviendo y se la arrojó a la cara a Shoto, provocándole graves quemaduras en el lado izquierdo de su cara. La respuesta de su padre fue enviar a Rei a un hospital psiquiátrico mientras que Shoto quedaría con el rencor hacia su padre al ver que él era el culpable de esta situación.
Shoto aparece por primera vez en el sexto capítulo del manga como un estudiante de la Academia U.A. para convertirse en un héroe profesional, siendo uno de los cuatro alumnos recomendados. Se le considera el estudiante más fuerte de la clase, fuerza demostrada durante el Festival Deportivo (aunque terminó segundo, perdiendo ante Bakugo). Después de haber peleado en el Festival Deportivo contra Midoriya, ayudado y animado por él, también comienza a aceptar los poderes heredados de su padre sin dejar de odiarlo por lo que hizo en su niñez. Comienza a desarrollar una fuerte amistad con Midoriya, suficiente para acudir en su ayuda durante la batalla contra Stain. Luego de haber hecho las paces con su madre después de años, Todoroki finalmente acepta su naturaleza al elegir también pasar por el aprendizaje de su padre. Durante la licencia provisional tiene que lidiar con su antigua actitud y lo que ha conllevado hacia las personas con las que se ha relacionado, como Inasa, que le guarda desprecio y resentimiento hacia él y, aunque luego comprenden la inutilidad de tal odio, en última instancia, conduce a que no obtengan la licencia, lo que los obliga a someterse a exámenes de recuperación para obtenerla. Durante los exámenes tiene la oportunidad de hablar con su padre Endeavor, quien quiere acercarse a la familia e intentar ser mejor ante sus ojos. Shoto luego decide adoptar una actitud cautelosa hacia él, conociendo la vieja naturaleza de su padre, pero se revela preocupado y asustado cuando lo ve enfrentarse a un nuevo Nomu, solo para regocijarse al verlo vivo y victorioso.

## Habilidades
Debido a un arduo entrenamiento con su padre en su niñez, Shoto se ha establecido como uno de los estudiantes más fuertes de la Academia U.A. Él tiene un gran control sobre su versátil y poderoso don, «Mitad frío, mitad caliente», que le otorga increíbles capacidades. Usando el lado derecho de su cuerpo, Shoto puede bajar drásticamente las temperaturas y congelar todo lo que toca, y generar hielo que puede moldear libremente en numerosas construcciones que incluyen olas de hielo que cubren grandes áreas y muros de hielo. También emplea sus habilidades crioquinéticas con fines de movilidad, como apilar fragmentos de hielo detrás de su espalda para impulsarse hacia adelante, suelo de hielo para patinar sobre él, o su movimiento característico, senderos de hielo en los que puede surfear. Desde el lado izquierdo de su cuerpo, Shoto puede aumentar elocuentemente la termocinética y liberar ardientes llamas en forma de corrientes u ondas protectoras. En general, Shoto tiene un gran poder en su lado izquierdo, pero debido a decisiones y circunstancias de su pasado, como su negligencia intencional de ese don, aún no ha alcanzado su máximo potencial.

### Supermovimientos
- Muro de hielo perforador de cielos: Puede crear una enorme cresta de hielo para congelar o bloquear a su oponente con su gran tamaño.
- Muro de llamas: Puede generar una ráfaga de llamas que cubre una gran área.
- Flashfreeze Heatwave: Shoto utiliza su hielo para enfriar completamente el aire en el área que lo rodea. Al usar posteriormente su fuego, calienta rápidamente el aire a su alrededor y lo expande. Esto permite que Shoto libere una ráfaga muy caliente que destruye cualquier cosa a su paso.
- Puño flameante - Corriente candente de aire: Shoto concentra sus llamas en un punto en su puño y golpea a su oponente. Al contacto, una violenta explosión sale de su  brazo, quemando severamente a su objetivo.[21]

Phosphor:

## Apariciones en otros medios
Además de aparecer en las películas de My Hero Academia, Shoto aparece como un personaje en Jump Force. En una campaña colaborativa entre My Hero Academia y Avengers: Infinity War, los personajes del anime comentan sobre los vengadores que se les asignaron con Shoto hablando sobre Thor.

## Popularidad
Antes de que la adaptación de anime comenzara a transmitirse, Shoto ya poseía popularidad en Japón.